# Duque de Buckingham
Os títulos de Marquês e Duque de Buckingham, referindo-se à Buckingham, foram criados várias vezes nos pariatos Inglaterra, Grã-Bretanha, e no Reino Unido. Houve também um Conde de Buckingham.

## História

### Criação de 1444
Em  14 de Setembro de 1444 Humphrey Stafford  foi agraciado com o título de Duque de Buckingham. Ele era filho de Ana de Gloucester, "Condessa de Buckingham", filha de Tomás de Woodstock, Conde de Buckingham (mais tarde Duque de Gloucester), filho mais novo de Eduardo III de Inglaterra. Stafford foi um importante apoiador da Casa de Lencastre na Guerra das Rosas, sendo morto na Batalha de Northampton em julho de 1460.
Ele foi sucedido por seu neto, Henrique Stafford, 2.° Duque de Buckingham, que ajudou Ricardo III de Inglaterra em sua reivindicação ao trono em 1483 (O casamento de Eduardo IV da  Inglaterra  com Isabel Woodville foi declarado nulo e os filhos de Eduardo considerados ilegítimos por lei do Parlamento), mas que depois liderou uma revolta contra Ricardo e acabou sendo executado no mesmo ano.
Seu filho, Eduardo Stafford, 3.º Duque de Buckingham, foi restaurado para o título por Henrique VII de Inglaterra em sua ascensão ao trono em 1485, mas ele acabou por ser finalmente executado por traição em 1521 devido à sua oposição ao Cardeal Tomás Wolsey, conselheiro chefe de Henrique VIII. Dessa forma título tornou-se extinto.
A família Stafford eram descendentes de Edmond de Stafford, que foi elevando ao Parlamento como Lord Stafford em 1299. O segundo baronato foi criado como "Conde de Stafford" em 1351. Estes títulos foram perdidos junto com o ducado.

### Criação de 1623

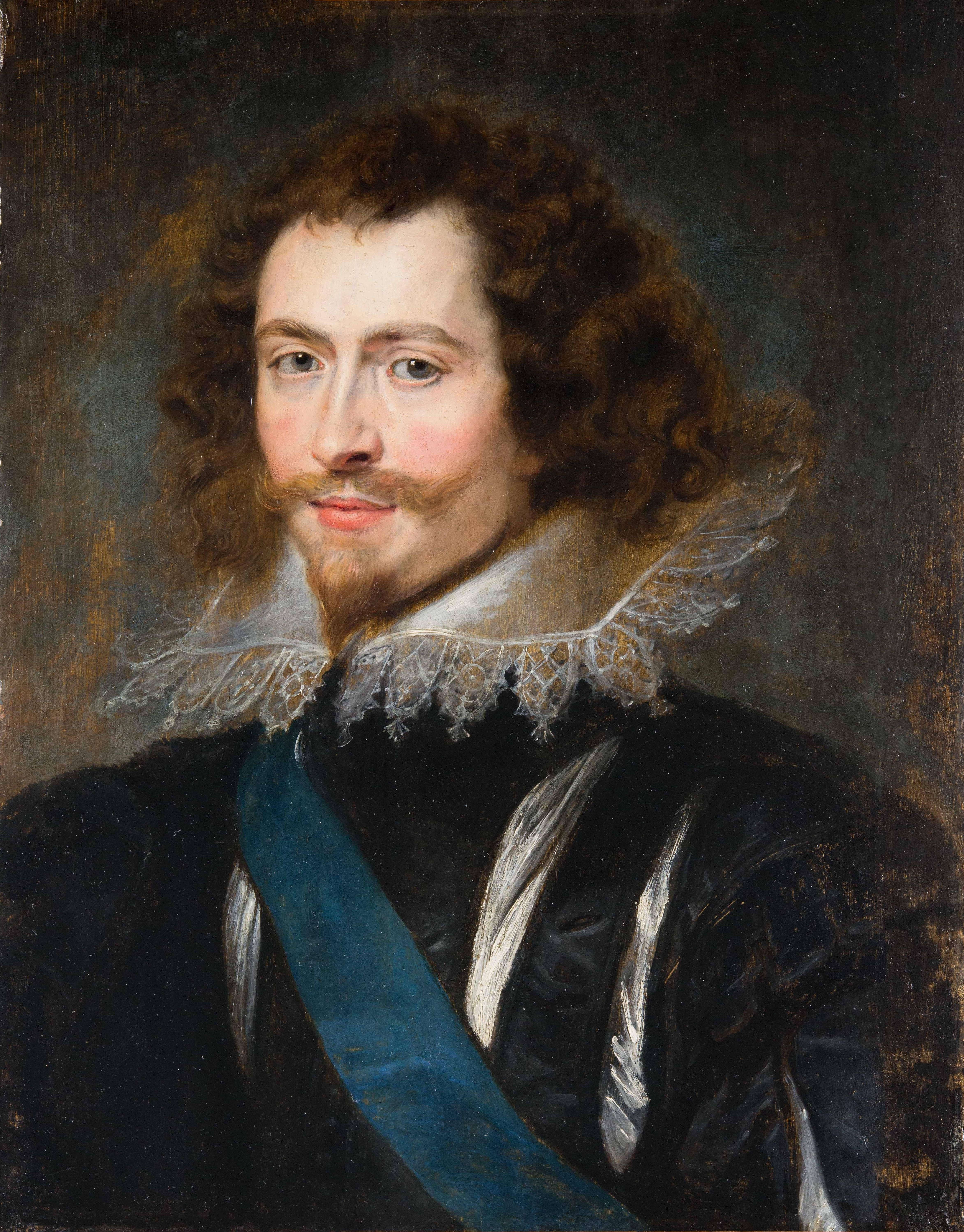
Jorge Villiers, intitulado como 1.º Duque de Buckingham na criação do Ducado em 1623.

O ducado foi criado novamente por Jaime I para seu favorito, Jorge Villiers, agraciado com os títulos de Barão Whaddon (de Whaddon, no condado de Buckingham), de Visconde Villiers em 1616, de Conde de Buckingham em 1617, de  Marquês de Buckingham em 1618, de Conde de Coventry e de Duque de Buckingham em 1623. Buckingham, que continuou no cargo de ministro-chefe no reinado do filho de Jaime, Carlos I, foi responsável por uma política de guerra contra a Espanha e a França. Acabou assassinado por um puritano fanático, John Felton, em 1628, enquanto se preparava uma expedição.
Seu filho, Jorge Villiers, 2.° Duque de Buckingham, um conselheiro notável no reinado de Carlos II, constituiu, juntamente com  Lord Ashley, o eixo protestante do famoso Ministério Cabal. Inaugurou a caça à raposa na Inglaterra, a Hunt Bilsdale, em 1668 e, mais tarde, começou a caça Sinnington, em 1680. Morreu de um resfriado depois de uma caçada. Com a sua morte, em 1687, o título voltou a ser extinto.
Vários outros membros da família Villiers foram elevadas à nobreza. Cristóvão Villiers, 1. º Conde de Anglesey e João Villiers, 1.° Visconde Purbeck, eram irmãos do primeiro Duque de Buckingham. Eduardo Villiers, 1. º Conde de Jersey, era sobrinho-neto do primeiro duque de Buckingham, enquanto Tomás Villiers, 1.° Conde de Clarendon, era o segundo filho do segundo conde de Jersey.

### Criação de 1703
O título de Duque de Buckingham e Normanby foi criado em 1703 para João Sheffield, Marquês de Normanby, um notável político Torydo final da era período Stuart, que serviu sob o reinado de Ana da Grã-Bretanha como Lord Privy Seal.

### Criação de 1822
Em 1784, George Nugent-Temple-Grenville, 1.º Marquês de Buckingham, filho do primeiro-ministro do Reino Unido, George Grenville, foi criado como Marquês de Buckingham no pariato da Grã-Bretanha. Ele serviu como Lord-Lieutenant da Irlanda, entre outros escritórios. Seu filho, Ricardo Nugent Temple Grenville foi estilizado como Duque de Buckingham e Chandos em 1822.

## Duques de Buckingham
| Duque                                                        | Duque | Período                 | Período                 | Casamento                                                                                         | Monarca      |
| ------------------------------------------------------------ | ----- | ----------------------- | ----------------------- | ------------------------------------------------------------------------------------------------- | ------------ |
| Humphrey Stafford (1402–1460)                                |       | 14 de setembro de 1444  | 10 de julho de 1460     | Ana Neville 1428 3 filhos                                                                         | Henrique VI  |
| Henrique Stafford (1455–1483)                                |       | 10 de julho de 1460     | 2 de novembro de 1483   | Catarina Woodville 1466 5 filhos                                                                  | Henrique VI  |
| Eduardo Stafford (1477–1521)                                 |       | 29 de outubro de 1485   | 17 de maio de 1521      | Leonor Percy 1490 4 filhos                                                                        | Henrique VII |
| Segunda Criação                                              |       |                         |                         |                                                                                                   |              |
| George Villiers (1592–1628)                                  |       | 1623                    | 23 de agosto de 1628    | Catarina Villiers 1620 4 filhos                                                                   | Jaime I      |
| George Villiers (1628–1687)                                  |       | 23 de agosto de 1628    | 15 de abril de 1687     | Maria Villiers 1657 sem filhos                                                                    | Carlos I     |
| Terceira Criação (Duques de Buckingham e Normanby)           |       |                         |                         |                                                                                                   |              |
| John Sheffield (1648–1721)                                   |       | 1703                    | 24 de fevereiro de 1721 | Ursula Stawell 1685 Sem filhos Catherine Greville 1698 Sem filhos Catherine Darnley 1705 3 filhos | Ana          |
| Edmundo Sheffield (1716–1735)                                |       | 24 de fevereiro de 1721 | 30 de outubro de 1735   | Não casou                                                                                         | Jorge I      |
| Quarta Criação (Duques de Buckingham e Chandos)              |       |                         |                         |                                                                                                   |              |
| Richard Temple-Nugent- Brydges-Chandos-Grenville (1776–1839) |       | 1822                    | 17 de janeiro de 1839   | Anne Brydges 1796 1 filho                                                                         | Jorge IV     |
| Richard Temple-Nugent- Brydges-Chandos-Grenville (1797–1861) |       | 17 de janeiro de 1839   | 29 de julho de 1861     | Mary Campbell 1819 2 filhos                                                                       | Vitória      |
| Richard Temple-Nugent- Brydges-Chandos-Grenville (1823–1889) |       | 29 de julho de 1861     | 26 de março de 1889     | Caroline Harvey 1851 3 filhas Alice Graham-Montgomery 1885 Sem filhos                             | Vitória      |